# Norman Brookes
Norman Everard Brookes (ur. 14 listopada 1877 w Melbourne, zm. 28 września 1968 tamże) – australijski tenisista, zwycięzca Wimbledonu i Australasian Championships w grze pojedynczej i grze podwójnej, zwycięzca U.S. National Championships w grze podwójnej, zdobywca Pucharu Davisa.
W czasie I wojny światowej służył w armii brytyjskiej w stopniu kapitana i został odznaczony Legią Honorową, a w 1939 roku otrzymał tytuł szlachecki „Sir”.

## Kariera tenisowa
Swoją grę Brookes opierał przede wszystkim na woleju, dobrej pracy nóg i urozmaiconym serwisie (nosił przydomek „Wizard”). Wysoko jego umiejętności taktyczne oceniał William Tilden, jeden z rywali w schyłkowym okresie kariery Australijczyka.
Norman Brookes był pierwszym zagranicznym triumfatorem Wimbledonu w grze pojedynczej, a zarazem pierwszym triumfatorem leworęcznym. W czasie swojego pierwszego startu na turnieju wimbledońskim w 1905 roku Brookes dotarł do finału (challenge round), w którym zmierzył się z broniącym tytułu Lawrence’em Dohertym i przegrał w trzech setach. Dwa lata później w finale turnieju pretendentów (All Comers) pokonał Arthura Gore’a, a ponieważ do obrony tytułu nie przystąpił mający zagwarantowany udział we właściwym finale ubiegłoroczny mistrz Doherty, Brookes stał się pierwszym zagranicznym triumfatorem Wimbledonu. W kolejnych latach to jego brakowało w turnieju (formalnie oddał zatem walkowerem finał 1908), ale pojawił się ponownie w ostatniej edycji przedwojennej (1914) i w finale All Comers wygrał z Otto Froitzheimem, a następnie pokonał Anthony’ego Wildinga (triumfatora czterech poprzednich turniejów). Po kilkuletniej przerwie spowodowanej I wojną światową w 1919 roku wznowiono rozgrywki wimbledońskie i Brookes przystąpił do turnieju jako obrońca tytułu od razu w finale, w którym uległ w trzech setach Geraldowi Pattersonowi. Jeszcze raz pojawił się na Wimbledonie w 1924 roku, dochodząc do ćwierćfinału.
W 1911 roku Brookes wygrał Australasian Championships (obecnie Australian Open), pokonując w finale Horace’a Rice’a.
Na koncie miał także szereg sukcesów deblowych na najważniejszych imprezach. W 1905 roku na Wimbledonie w parze z Alfredem Dunlopem zakończył udział na finale turnieju pretendentów (porażka z Frankiem Riseleyem i Sidneyem Smithem), ale w 1907 i 1914 roku (w obu przypadkach z Anthonym Wildingiem) wygrywał rywalizację w grze podwójnej. W 1919 roku razem z Geraldem Pattersonem stworzył pierwszą australijską parę, która wygrała U.S. National Championships (w finale pokonali Vincenta Richardsa i Williama Tildena). W 1911 roku z Johnem Addisonem doszedł do finału debla w Australasian Championships (porażka z Rodneyem Heathem i Randolphem Lycettem), a tytuł w zawodach wywalczył w 1924 roku, kiedy z Jamesem O. Andersonem pokonał w decydującym meczu Geralda Pattersona i Patricka O’Harę Wooda.
Największe sukcesy reprezentacyjne Brookes odnosił przed I wojną światową, kiedy razem z Anthonym Wildingiem najpierw odebrał Puchar Davisa Brytyjczykom (w finale w 1907 pokonał Arthura Gore’a i Herbert Ropera Barretta), a następnie bronił trofeum w 1908, 1909 i 1911 przeciwko Stanom Zjednoczonym (w 1910 nie przeprowadzono rywalizacji, a finał edycji 1911 rozegrano na początku stycznia 1912). W 1912 roku Puchar Davisa odzyskali Brytyjczycy, ale w 1914 roku ponownie triumfowała Australazja, przy dużym udziale Brookesa, który pozostał niepokonany w trzech spotkaniach eliminacyjnych, a jedyną porażkę poniósł w finale z Amerykaninem Maurice’em McLoughlinem, co jednak nie miało znaczenia dla końcowego wyniku (w finale 1914 Brookes zdobył ponadto punkt singlowy, pokonując Richarda N. Williamsa, oraz deblowy z Wildingiem, pokonując McLoughlina i Toma Bundy’ego). W 1919 roku Australazja obroniła Puchar Davisa, chociaż już bez Wildinga (poległego na froncie I wojny światowej), a Brookes ograniczył swój występ do debla z Pattersonem. W 1920 roku Brookes z zespołem narodowym ponieśli porażkę w finale ze Stanami Zjednoczonymi.
Norman Brookes był także zasłużonym działaczem tenisowym. W 1904 roku należał (m.in. obok Anthony’ego Wildinga) do grona współzałożycieli Stowarzyszenia Tenisowego Australazji (Nowa Zelandia powołała własną oddzielną federację w 1922 roku) i w 1926 roku został wybrany na prezydenta Australijskiego Stowarzyszenia Tenisowego. Pełnił tę funkcję do 1955 roku.
Jego imię nadano trofeum, o które walczą mężczyźni na Australian Open. W 1977 roku, w setną rocznicę urodzin, a zarazem na stulecie Wimbledonu, Brookes został wpisany do Międzynarodowej Tenisowej Galerii Sławy.

### Finały w turniejach wielkoszlemowych

#### Gra pojedyncza (3–2)
| Końcowy wynik | Nr | Data | Turniej                               | Nawierzchnia | Przeciwnik       | Wynik finału  |
| ------------- | -- | ---- | ------------------------------------- | ------------ | ---------------- | ------------- |
| Finalista     | 1. | 1905 | Wimbledon, Londyn                     | Trawiasta    | Lawrence Doherty | 6:8, 2:6, 4:6 |
| Zwycięzca     | 1. | 1907 | Wimbledon, Londyn                     | Trawiasta    | Arthur Gore      | 6:4, 6:2, 6:2 |
| Zwycięzca     | 2. | 1911 | Australasian Championships, Melbourne | Trawiasta    | Horace Rice      | 6:1, 6:2, 6:3 |
| Zwycięzca     | 3. | 1914 | Wimbledon, Londyn                     | Trawiasta    | Anthony Wilding  | 6:4, 6:4, 7:5 |
| Finalista     | 2. | 1919 | Wimbledon, Londyn                     | Trawiasta    | Gerald Patterson | 3:6, 5:7, 2:6 |

#### Gra podwójna (4–1)
| Końcowy wynik | Nr | Data | Turniej                                | Nawierzchnia | Partner               | Przeciwnicy                         | Wynik finału            |
| ------------- | -- | ---- | -------------------------------------- | ------------ | --------------------- | ----------------------------------- | ----------------------- |
| Zwycięzca     | 1. | 1907 | Wimbledon, Londyn                      | Trawiasta    | Anthony Wilding       | Karl Behr Beals Wright              | 6:4, 6:4, 6:2           |
| Finalista     | 1. | 1911 | Australasian Championships, Melbourne  | Trawiasta    | John Addison          | Rodney Heath Randolph Lycett        | 2:6, 5:7, 0:6           |
| Zwycięzca     | 2. | 1914 | Wimbledon, Londyn                      | Trawiasta    | Anthony Wilding       | Charles Dixon Herbert Roper Barrett | 6:1, 6:1, 5:7, 8:6      |
| Zwycięzca     | 3. | 1919 | U.S. National Championships, Nowy Jork | Trawiasta    | Gerald Patterson      | William Tilden Vincent Richards     | 8:6, 6:3, 4:6, 4:6, 6:2 |
| Zwycięzca     | 4. | 1924 | Australasian Championships, Melbourne  | Trawiasta    | James Outram Anderson | Pat O’Hara Wood Gerald Patterson    | 6:2, 6:4, 6:3           |